# Back Arrow
Back Arrow (バック・アロウ?, Bakku Arō) è una serie televisiva anime del 2021, prodotta da Studio VOLN e diretta da Gorō Taniguchi.

## Trama
La serie si svolge nella terra di Lingalind, un continente completamente circondato da un enorme muro. Il popolo di Lingalind venera il muro come un dio, credendo che tutta l'esistenza sia contenuta all'interno del muro, e che esso protegga e provveda ai suoi abitanti. Sebbene la terra sia composta da diversi territori, è per lo più dominata da due potenti nazioni: la Repubblica di Lutoh, che valorizza l'intelligenza e la diplomazia, e l'Impero di Rekka, che valorizza l'onore e la forza. Queste due nazioni sono in costante conflitto tra loro per ottenere terra e capsule Rakuho, che vengono inviate da un luogo sconosciuto una volta al mese e atterrano in regioni predeterminate di Lingalind, contenenti provviste e armi che la gente di Lingalind considera regali da parte del muro. Alcune di queste capsule contengono dispositivi noti come Bind Warpers, bracciali metallici che consentono di evocare e controllare un'armatura meccanica gigante nota come Briheight. L'aspetto e le abilità di un Briheight sono legati alla propria Conviction, la cosa in cui credono sopra ogni altra cosa. La Conviction è riconosciuta come un'energia che scorre in tutto il mondo, alimentando varie forme di tecnologia avanzata che si trovano all'interno di Lingalind e garantendo ad alcune persone abilità speciali al di fuori del funzionamento di un Briheight. Essere sconfitti in battaglia mentre si controlla un Briheight fa scomparire la persona. Un giorno dopo che un Rakuho è stato recuperato dalle forze di Rekka, un secondo Rakuho in precedenza sconosciuto atterra a Edger Village, alla periferia della regione di Iki di Lingalind. Dentro c'è un giovane che viene da "oltre il muro". Prendendo il nome di "Back Arrow", cerca di tornare oltre il muro per ripristinare la propria memoria, trovandosi però coinvolto nel conflitto tra le due nazioni.

## Distribuzione
La serie ha debuttato in Giappone il 9 gennaio 2021, mentre e l'ultimo episodio è stato trasmesso il 19 giugno 2021.